# Solfato manganoso
Il solfato manganoso è il sale di manganese(II) dell'acido solforico, di formula MnSO4. A temperatura ambiente si presenta come un solido rosa inodore. È un composto nocivo, pericoloso per l'ambiente

## Struttura
Come molti solfati metallici, il solfato di manganese forma una gran varietà di idrati: monoidrato, tetraidrato, pentaidrato, e eptaidrato. Il monoidrato è il più comune, e tutti questi sali si dissolvono per dare soluzioni dal caratteristico colore debolmente rosa del complesso acquoso [Mn(H2O)6]2+.

## Preparazione
Il solfato manganoso può essere sintetizzato mediante la reazione tra l'ossido di manganese (II), acido solforico e acido ossalico, che agisce da riducente ossidandosi a CO2:
{\displaystyle {\ce {MnO2\ +\ H2SO4\ +\ C2O4H2->MnSO4\ +\ 2CO2\ +\ 2H2O}}}
Oppure per reazione tra il carbonato di manganese e acido solforico:
{\displaystyle {\ce {MnCO3 + H2SO4 -> MnSO4 + CO2 + H2}}}